# Past in Different Ways
Past in Different Ways to czwarty album solowy Michaela Kiske. Zawiera on akustyczne wersje utworów napisanych przez niego, gdy występował z zespołem Helloween oraz jeden nowy utwór. Album został wydany 9 maja 2008 r. przez wytwórnię Frontiers Records.

## Lista utworów
1. "You Always Walk Alone"
2. "We Got The Right"
3. "I Believe"
4. "Longing"
5. "Your Turn"
6. "Kids Of The Century"
7. "In The Night"
8. "Going Home"
9. "A Little Time"
10. "When The Sinner"
11. "Different Ways" (nowy utwór)

## Skład zespołu
- Michael Kiske – wokal, gitara, keyboard
- Sandro Giampietro - gitara
- Fontaine Burnett –gitara basowa
- Karsten Nagel - perkusja

## Muzycy występujący gościnnie
- Hanmari Spiegel – skrzypce, pianino w utworze "When The Sinner"
- George Spiegel – akordeon, puzon
- Benny Brown – trąbka w utworze "We Got The Right"